# Juventus FC (női csapat)
A Juventus Football Club, rövidítve Juventus FC vagy egyszerűen Juventus (latin: iuventus vagyis fiatalság), egy olasz sportegyesület, amelynek van női labdarúgó szakosztálya is, amely az olasz női első osztályban szerepel.

## Klubtörténet
A 2017–2018-as szezon előtt a klubnak csak ifjúsági csapata volt. A Juventus vezérigazgatója, Giuseppe Marotta 2017 májusában bejelentette, hogy a klub létrehozza a női szakosztályt. A klub megszerezte az ASD Cuneo Calcio Femminile Serie A licenszét.
2017. június 21-én bejelentették, hogy a klub első edzője Rita Guarino lett, első igazolása pedig ezt követően érkezett a Brescia együttesétől az olasz női labdarúgó-válogatott Sara Gama személyében.
Augusztus 27-én az olasz női kupában a Torino ellen játszották, 13–0-ra nyertek, valamint a klub első gól szerzője Martina Rosucci lett. Az első szezonjukban bajnoki címet ünnepelhettek.
2019. április 20-án megvédték bajnoki címüket és egy ponttal a Fiorentina csapata előtt végeztek.
Egy évvel később szintén az első helyen álltak, amikor a COVID–19-koronavírus-járvány miatt félbeszakították a bajnokságot. 2020. június 25-én hivatalosan is nekik ítélték meg a bajnoki címet, ezzel sorozatban harmadik alkalommal végeztek az élen.

## Játékoskeret
2023. január 31-től
| #  |     | Poszt | Név                    |
| -- | --- | ----- | ---------------------- |
| 1  | ITA | K     | Roberta Aprile         |
| 16 | FRA | K     | Pauline Peyraud-Magnin |
| 30 | PAR | K     | Soledad Belotto        |
| 38 | ITA | K     | Camilla Forcinella     |
| 3  | ITA | V     | Sara Gama              |
| 5  | SWE | V     | Amanda Nildén          |
| 13 | ITA | V     | Lisa Boattin           |
| 23 | ITA | V     | Cecilia Salvai         |
| 32 | SWE | V     | Linda Sembrant         |
| 33 | SWE | V     | Evelina Duljan         |
| 71 | ITA | V     | Martina Lenzini        |
|    | FRA | V     | Bénédicte Simon        |
| 2  | DEN | KP    | Sofie Junge Pedersen   |

| #  |     | Poszt | Név                      |
| -- | --- | ----- | ------------------------ |
| 7  | ITA | KP    | Valentina Cernoia        |
| 8  | ITA | KP    | Martina Rosucci          |
| 15 | CAN | KP    | Julia Grosso             |
| 21 | ITA | KP    | Arianna Caruso           |
| 77 | ISL | KP    | Sara Björk Gunnarsdóttir |
| 6  | SWE | CS    | Paulina Nyström          |
| 9  | ITA | CS    | Sofia Cantore            |
| 10 | ITA | CS    | Cristiana Girelli        |
| 11 | ITA | CS    | Barbara Bonansea         |
| 18 | NED | CS    | Lineth Beerensteyn       |
| 24 | ITA | CS    | Nicole Arcangeli         |
| 29 | ITA | CS    | Elisa Pfattner           |

### Kölcsönben
| #  |     | Poszt | Név                                            |
| -- | --- | ----- | ---------------------------------------------- |
|    | ITA | V     | Margherita Brscic (kölcsönben a Pármánál)      |
|    | ITA | V     | Sara Caiazzo (kölcsönben a Pomigliánónál)      |
|    | ITA | KP    | Sara Ventura (kölcsönben a Ravennánál)         |
| 19 | FRA | KP    | Annahita Zamanian (kölcsönben a Fiorentinánál) |
|    | ITA | CS    | Nicole Arcangeli (kölcsönben a Pármánál)       |
|    | ITA | CS    | Asia Bragonzi (kölcsönben a Pomigliánónál)     |
| 22 | ITA | CS    | Agnese Bonfantini (kölcsönben a Sampdoriánál)  |

## Korábbi híres játékosok
| - Chiara Beccari - Melissa Bellucci - Alice Berti - Asia Bragonzi - Sara Caiazzo - Kristin Carrer - Michela Franco - Aurora Galli - Michela Giordano - Laura Giuliani - Benedetta Glionna - Vanessa Panzeri - Valentina Puglisi - Federica Russo - Simona Sodini - Sabrina Tasselli - Ashley Nick - Eniola Aluko - Lianne Sanderson - Katie Zelem | - Dalila Ippólito - Maria Alves - Andrea Stašková - Matilde Lundorf Skovsen - Sanni Franssi - Tuija Hyyrynen - Doris Bačić - Aleksandra Sikora - Nicole Sciberras - Ingvild Isaksen - Petronella Ekroth - Lina Hurtig - Katie Rood |

## Sikerek
- Serie A
  - Bajnok (5): 2017–18, 2018–19, 2019–20, 2020–21, 2021–22

- Olasz kupa
  - Bajnok (3): 2018–19, 2021–22, 2022–23

- Olasz szuperkupa
  - Bajnok (4): 2018-19, 2020–21, 2021–22, 2023-24

## A Juventus eddigi edzőjének listája
| Név                | Éra       |
| ------------------ | --------- |
| Rita Guarino       | 2017–2021 |
| Joe Montemurro     | 2021–2024 |
| Giuseppe Zappella  | 2024      |
| Massimiliano Canzi | 2024–     |